# Chapecoense
Associação Chapecoense de Futebol, im deutschsprachigen Raum allgemein bekannt als Chapecoense, ist ein Fußballverein aus der brasilianischen Stadt Chapecó. Der Verein wurde 1973 gegründet und trägt seine Heimspiele in der Arena Condá aus, die Platz bietet für 22.600 Zuschauer. Der Verein spielt seit 2022 in der Série B.

## Geschichte

### Bis 2016
Der Verein Associação Chapecoense de Futebol wurde am 10. Mai 1973 in der Stadt Chapecó, im Westen des brasilianischen Bundesstaates Santa Catarina, gegründet. Der Vereinsgründung ging eine Fusion der beiden örtlichen Klubs Independiente und Atlético Chapecoense voran. Vier Jahre nach Vereinsgründung gewann Chapecoense seinen ersten Titel: Im Endspiel um die Staatsmeisterschaft von Santa Catarina besiegte man Avaí FC aus Florianópolis mit 1:0 und sicherte sich den ersten von bis heute vier Titeln in diesem Wettbewerb. Die weiteren Siege in der Staatsmeisterschaft folgten in den Jahren 1996, 2007 und 2011.
1978 trat Chapecoense erstmals auf dem höchsten Level des brasilianischen Vereinsfußballs an. Man beendete die Spielzeit auf Platz 51, ein Jahr später stieg man als 93. wieder ab. Nach 1979 schaffte es der Verein drei Jahrzehnte lang nicht mehr, in die Série A zurückzukehren. Erst 2013 gelang dies wieder. Man beendete die Série B auf dem zweiten Tabellenrang hinter Palmeiras São Paulo und stieg erstmals nach 34 Jahren wieder in die Série A auf. Im Zuge des Aufstieges wurde die Kapazität der Arena Condá, des Stadions von Chapecoense, von vorher 15.000 Zuschauerplätzen auf rund 22.000 erhöht.

### Flugzeugabsturz am 28. November 2016
Am 23. November 2016 erreichte der Klub das Finale der Copa Sudamericana 2016. Es wäre das erste Finale eines Vereins aus dem Staat Santa Catarina in einem internationalen Wettbewerb gewesen. Auf dem Weg nach Kolumbien zum Finalhinspiel gegen Atlético Nacional stürzte die Maschine mit der Mannschaft an Bord am 28. November in der Nähe des Flughafens Rionegro ab. Dabei starben Ananias, Matheus Biteco, Canela, Caramelo, Danilo, Dener, Gil, Gimenez, Lucas Gomes, Josimar, Kempes, Filipe Machado, Arthur Maia, Marcelo, Bruno Rangel, Cléber Santana, Sérgio Manoel, Tiaguinho und Thiego. Drei Spieler überlebten schwer verletzt den Absturz. Bei diesen handelt es sich um Jakson Follmann, Neto und Alan Ruschel. Zehn weitere Spieler aus dem Kader Chapecoenses waren in Brasilien geblieben und befanden sich deshalb nicht in der abgestürzten Maschine. Diese waren Lima, Lourency, Hyoran, Marcelo Boeck, Moisés, Neném, Nivaldo, Cláudio Winck, Demerson und Alejandro Martinuccio.
Torhüter Jakson Follmann wurde nach seiner Rettung ein Teil des rechten Unterschenkels amputiert. Linksverteidiger Alan Ruschel erlitt mehrere Knochenbrüche. Der Abwehrspieler Neto konnte kurz nach einem ungefährlichen Hirnödem stabilisiert werden. Torwart Danilo, der sein Team im letzten Spiel im Elfmeterschießen ins Finale rettete, starb auf dem Weg ins Krankenhaus.
Die Trauerfeier fand am 3. Dezember 2016 in der Arena Condá statt. Staatspräsident Michel Temer und der FIFA-Präsident Gianni Infantino nahmen neben 20.000 Trauergästen teil, um sich von den 50 Vereinsmitgliedern zu verabschieden, deren Särge zunächst in offenen LKW zum Stadion gefahren und dann von Soldaten des brasilianischen Militärs hineingetragen wurden.
Seither ehren die Fans die 71 Opfer der Flugzeugkatastrophe in der 71. Minute jedes Heimspiels mit dem Ruf „Vamos, vamos, Chapé!“.

### Das abgesagte Endspiel der Copa Sudamericana 2016
Das Pokalfinale wurde abgesagt. Dennoch war das Stadion in Medellín bis auf den letzten Platz gefüllt. Die Anhänger von Atlético Nacional sangen die Vereinshymne Sempre Chapecó (Für immer Chapecó) von Chapecoense. „Es waren 90 Minuten Fußballstimmung, ohne dass ein Ball rollte, vielleicht einer der größten Momente der jüngeren Sportgeschichte.“
Am 2. Dezember 2016 erklärte der südamerikanische Fußballverband CONMEBOL auf Wunsch von Atlético Nacional den Klub zum Sieger der Copa Sudamericana 2016. An Chapecoense als Titelträger werden demnach zwei Millionen US-Dollar ausgeschüttet. Als Fair-Play-Auszeichnung wurden Atlético Nacional eine Million US-Dollar zugesprochen.

### Anteilnahme und Unterstützung für Chapecoense
In der Meisterschaftsrunde 2016 hätte der Klub am letzten Spieltag am 11. Dezember noch ein Spiel gegen Atlético Mineiro bestreiten müssen. Am 1. Dezember 2016 erklärte der Präsident von Mineiro, dass sein Klub nicht zu diesem Spiel antreten wird.
Neben weltweiten Beileidsbekundungen boten sämtliche brasilianischen Erstligaklubs an, Chapecoense kostenfrei mit Leihspielern für die Saison 2017 auszustatten. Außerdem wurde der Antrag gestellt, den Klub drei Jahre lang vor sportlichen Abstiegen zu schützen. Dieses Ansinnen des Schutzes vor Abstieg wurde am 6. Dezember 2016 von Ivan Tozzo, dem Interimspräsidenten von Chapecoense, zurückgewiesen.
Drei Tage nach dem Unfall wurde ein erhöhter Mitgliederandrang beim Verein festgestellt. Interimspräsident Ivan Tozzo gab am 1. Dezember 2016 an, dass es „in den letzten 24 Stunden mehr als 13.000 Anfragen außerhalb Chapecós“ gegeben habe.
Im November 2017 berichtete der WDR über Kritik der Familien der Opfer an der Vereinsführung, dass nur ein sehr kleiner Teil der infolge des Unfalls eingenommenen Spendengelder wirklich an die Hinterbliebenen gegangen seien.

### Aufbau einer neuen Mannschaft
Die bereits zurückgetretenen Fußballer Ronaldinho und Juan Román Riquelme boten sich als neue Spieler an. Ebenso bot Eiður Guðjohnsen, ein ehemaliger Mitspieler Ronaldinhos aus Zeiten beim FC Barcelona, an, für den Klub aufzulaufen.
Am 14. Dezember 2016 wurde bekannt, dass Douglas Grolli durch Cruzeiro Belo Horizonte für die Saison 2017 an Chapecoense ausgeliehen wird. Dieser spielte bereits in seiner Jugendzeit bei Chapecoense und spielte zuletzt bei Cruzeiro keine Rolle mehr. Die Leihe sollte bis Ende 2017 gehen und Cruzeiro in der Zeit ca. 80 % des Gehaltes von Grolli übernehmen. Der Spieler Elias Martello Curzel vom EC Juventude wurde ebenfalls bis Jahresende 2017 an Chapecoense ausgeliehen. Hierbei wurde eine Option auf Verlängerung bis Ende 2018 vereinbart. Des Weiteren gingen Dodô von Atlético Mineiro und Moisés Wolschick von Grêmio Porto Alegre auf Leihbasis zu Chapecoense.
Am 7. März 2017 konnte die neue Mannschaft im Spiel um die Staatsmeisterschaft von Santa Catarina gegen den EC Internacional (SC) ihren ersten Sieg (2:1) nach der Katastrophe feiern. Am 7. Mai 2017 gewann der Verein das Finale der Campeonato Catarinense de Futebol de 2017 - Série A und konnte dadurch zum ersten Mal den Titel der Staatsmeisterschaft verteidigen. Dies war – nach 1977, 1996, 2007, 2011 und 2016 – der sechste Titelgewinn der Staatsmeisterschaft von Santa Catarina. Nach Ende der Meisterschaftsrunde 2019 musste der Klub als Tabellenvorletzter in die Série B absteigen.
In der Staatsmeisterschaft 2020 gewann Chapecoense das Finalrückspiel am 14. September auswärts gegen Brusque FC mit 0:1, nachdem sie bereits das Hinspiel mit 2:0 für sich entschieden hatten.

## Erfolge
- Campeonato Catarinense 7× (1977, 1996, 2007, 2011, 2016, 2017, 2020[24])
- Copa Santa Catarina (2006)
- Taça Santa Catarina (1979)
- Taça Plinio Arlindo de Nez (1995)
- Campeonato Seletivo (2002)
- Copa da Paz (2005)
- Copa Sudamericana (2016)
- Série B: 2020[25]

## Auszeichnungen
- Bola de Prata: Ehrenpreis 2016
- Laureus World Sports Awards: 2017 - Kategorie Best Sporting Moment[26]

## Bekannte Spieler
- Vitorino Hilton, heutiger Spieler von HSC Montpellier in Frankreich, begann seine Profilaufbahn 1996 bei Chapecoense und spielte vier Jahre lang bis 1999 für den Verein
- Paulo Rink, deutsch-brasilianischer EM-Teilnehmer von 2000, auf Vereinsebene lange Zeit bei Bayer 04 Leverkusen unter Vertrag, 1995 für ein Jahr von Athletico Paranaense an Chapecoense ausgeliehen
- Rômulo, brasilianischer Spieler von Hellas Verona, zuvor unter anderem bei Cruzeiro und Athletico Paranaense, 2009 für ein Jahr bei Chapecoense unter Vertrag
- Diego Viana, einige Zeit in Österreich beim SV Grödig und  dem SV Wiener Neustadt aktiv, weiterhin ein Jahr bei der SpVgg Greuther Fürth, spielte in der Jugend bei Chapecoense